# Aotus carinata
Aotus carinata är en ärtväxtart som beskrevs av Meissner. Aotus carinata ingår i släktet Aotus och familjen ärtväxter. Inga underarter finns listade i Catalogue of Life.